# Guadalupe Salcedo
Guadalupe Salcedo Unda (Tame, Arauca,1924-Bogotá, 6 de junio de 1957) fue un político y comandante guerrillero colombiano. Comandante de las guerrillas liberales que operaron en los Llanos orientales desde 1949 a 1953, durante el periodo de La violencia bipartidista.

## Biografía
Nació en 1924 en la vereda Los Chorros de Tame (Arauca), hijo del ganadero venezolano Antonio Salcedo y de Tomasa Unda oriunda de Orocué (Casanare), pero se crio en Guariamena (entre Maní y Orocué). Estudió en Arauquita y trabajó en los hatos ganaderos en donde aprendió las faenas en la llanura.
Creció manejando reses y potros. Fue acusado por "cachilapero" o robo de ganado y terminó preso en la cárcel de Villavicencio. De allí lo sacaron el capitán Alfredo Silva, comandante de la base aérea de Apiay, y Eliseo Velásquez, un zapatero que se había tomado Puerto López (Meta) obedeciendo a un plan fallido de la Dirección Nacional Liberal.

### Resistencia civil armada
Luego de los sucesos del 9 de abril a causa del asesinato del caudillo liberal Jorge Eliécer Gaitán y que recrudecieron las hostilidades entre liberales y conservadores en el periodo conocido como la época de La Violencia en Colombia.
La causa de que se hayan formado grupos guerrilleros liberales radica en los sistemáticos abusos, torturas, detenciones ilegales, asesinatos selectivos y colectivos, quema de poblaciones de vocación liberal, acciones realizadas por parte de la policía nacional, simpatizante del Partido Conservador Colombiano y grupos paramilitares conservadores conocidos como los "pájaros" y los "chulavitas". Estas violaciones de los derechos humanos de índole partidista y política.
Al inicio de las hostilidades el Ejército Nacional que se mantuvo al margen y por tanto no interfiere con las operaciones adelantadas por la policía, sin embargo y debido al desorden institucional existente y los constantes alzamientos en muchas partes del país, adelantó acciones contra los grupos irregulares. En Casanare, Arauca y Meta hicieron gala de crueldad las partidas de policías provenientes de la vereda Chulavita del municipio de Boavita (Boyacá), por lo que pronto a nivel nacional se les denominó "chulavitas" a los agentes conservadores que hostigaban a los liberales.
El encarnizamiento de la persecución oficial se hizo más presente en las regiones tradicionalmente liberales como los llanos orientales, en donde se esperaba que el Partido Liberal Colombiano apoyará financieramente los grupos de resistencia. Sin embargo, tal apoyo no se estableció y las guerrillas liberales no contaron con recursos adecuados, así que sus ingresos los obtenían de las donaciones que la gente del común hacía a los grupos guerrilleros por la simpatía que despertaban, además de los recursos obtenidos de los ganaderos de la región.

### Orocué y El Turpial
La fama de Guadalupe Salcedo provino de las exitosas operaciones que emprendió a mediados de 1952. En Orocué, Casanare, en junio de 1952, atacó por sorpresa el campo de aviación que estaba guarnecido por el Ejército Nacional y dio de baja a 15 soldados. Pocos días después, una columna guerrillera de 150 llaneros (el Comando Riqueiro Perdomo) al mando de uno de sus lugartenientes, el comandante Alberto Hoyos, cruzó el río Meta e incursionó en su margen derecha, a unos 100 km de  Puerto López  (Meta). Tras varios días sin contacto alguno con las tropas del gobierno, el 12 de julio en el sitio conocido como El Turpial a orillas del río Meta, las fuerzas rebeldes sorprendieron a una columna de 100 soldados que regresaban a bordo de 6 camiones a su base de Puerto López (Meta). Los guerrilleros improvisaron una emboscada y atacaron los 2 primeros vehículos, que fueron destruidos rápidamente; mientras el resto de las tropas regulares se concentraban a distancia, alrededor de los 4 transportes que venían atrás. Los insurgentes con la bayoneta calada, se lanzaron entonces al asalto de las improvisadas posiciones enemigas. Luego de una breve lucha cuerpo a cuerpo en la que cayó muerto de un tiro en la cara Alberto Hoyos, los subversivos destrozaron las formaciones gubernamentales, desalojando a los soldados de sus atrincheramientos; estos en retirada trataron de refugiarse en una mata de monte. No obstante allí los esperaban ocultos otro grupo de guerrilleros. Los fugitivos fueron sorprendidos por el fuego graneado de los llaneros, que les dispararon a bocajarro. Rápidamente el resto de la columna fue copada y aniquilada.
El resultado para el Ejército fue desastroso: 2 oficiales, 12 suboficiales y 82 soldados resultaron muertos, mientras que solo 4 uniformados salieron ilesos, escaparon e informaron de lo sucedido. Ha sido el mayor golpe dado a las tropas del gobierno desde la Guerra de los mil días, superando incluso las acciones de las FARC-EP en los años noventa.

### Las Leyes del Llano
Con la intensificación del conflicto en el periodo 1951 a 1952, y ante la ausencia de soporte por parte de las directivas nacionales del Partido Liberal, Guadalupe Salcedo y los comandantes de los grupos guerrilleros liberales de los llanos se reúnen para concertar acciones y articular esfuerzos en procura de poder rechazar la ofensiva del ejército nacional. A estas reuniones asistieron 42 comandantes como Eduardo Franco Isaza, José Alvear Restrepo, Dúmar Aljure, los hermanos Fonseca, los hermanos Bautista, el "Pote" Rodríguez Colmenares o Eliseo Fajardo, José R. Mogollón,Vitelio Castrillón, y Marcos Achagua,. Se promulga y es suscrita por el “Comando Guerrillero de los Llanos Orientales” la Primera Ley del Llano el 11 de septiembre de 1952, por medio de la cual se debía:
"(...) organizar a la población civil, de darle una organización militar a la resistencia y de señalar, por lo menos de manera inicial, la necesidad de adelantar actividades de planificación de la producción en las zonas donde actuaban los frentes guerrilleros"
La Segunda Ley del Llano se promulga el 18 de junio de 1953 y es, de hecho, la constitución de un Estado independiente de facto en el Llano, ya que se asumió que esta región había sido liberada y que allí tenía lugar la gran revolución nacional, como lo afirma el texto del documento. Adicionalmente a la promulgación de esta ley, se reconoce oficialmente al Estado Mayor Conjunto mediante el cual los distintos grupos guerrilleros coordinaban sus acciones militares en la zona.

### Desmovilización y críticas
Con la existencia de un territorio independiente de facto en los llanos, y después de la Convención Nacional del movimiento guerrillero celebrado en Viotá (Cundinamarca), en el cual se estaba conformando una propuesta política alternativa al bipartidismo, enfrentados al hecho de la incapacidad de vencer militarmente a las guerrillas, el teniente general Gustavo Rojas Pinilla da un golpe de Estado pacífico el 13 de junio de 1953, solicitado por los líderes más prominentes de los partidos liberal y conservador (llamado posteriormente como un golpe de opinión). Manteniendo como una de sus prioridades restaurar el orden en la nación, ordenó un cese al fuego unilateral a las fuerzas armadas y ofreció paz a los grupos alzados en armas.
El 22 de julio del mismo año las guerrillas liberales ordenaron a su vez un cese de hostilidades. Los primeros días del mes de septiembre Guadalupe Salcedo se presentó en un puesto del Ejército Nacional ubicado en Monterrey, Casanare con 300 hombres y presentó un pliego de peticiones de 24 puntos, los combatientes entregaron sus armas al general Alfredo Duarte Blum. El 15 de septiembre, firmó la paz con el gobierno nacional, acción por la cual fue duramente criticado por los comandantes guerrilleros, quienes le declararon un traidor a la causa guerrillera. Una de las razones por las que fue criticado también fue por haberse desmovilizado sin haber recibido garantías claras y concretas de no agresión por parte del Gobierno Nacional. Los comandantes guerrilleros adicionalmente solicitaban acciones de reparación dirigidas a las familias afectadas por el conflicto, por lo que se suponía que la desmovilización de Guadalupe Salcedo restaría fuerza a estas exigencias.
El 13 de junio de 1954, 10 meses después del cese de hostilidades, el gobierno de Rojas Pinilla promulga el Decreto 1823 de 1954 mediante el cual se declara la amnistía para todos los delitos políticos cometidos antes del 1 de enero de 1954 con motivo de la violencia partidista, y se indultó a todas aquellas personas procesadas o condenadas por esos punibles. El carácter conciliador de este Decreto cobijaba a guerrillas liberales, a grupos paramilitares (guerrillas de paz conservadoras, chulavitas, pájaros) y a miembros de la Fuerza Pública (Fuerzas Militares y Policía Nacional) involucrados, dejando la discrecionalidad del indulto según la gravedad o atrocidad del delito al Tribunal Militar Superior mediante el Decreto 2062 del 8 de julio de 1954.
Después de su desmovilización, y cobijado por el indulto ofrecido de esta manera por el gobierno nacional, Guadalupe Salcedo se retira a su vida privada en su finca Guariamena, ubicada en la zona rural de Orocué (Casanare).

## Asesinato
El 6 de junio de 1957 Guadalupe Salcedo fue asesinado en confusos hechos en Bogotá, cuatro años después de haber firmado la paz con el Gobierno. Se encontraba reunido con unos amigos en una cantina ubicada en el sector industrial de la capital y en ese momento fueron rodeados por agentes de la Policía Nacional  en desarrollo de un operativo. Como varios líderes de las guerrillas liberales del Magdalena Medio, Tolima, Huila, Santander y los llanos habían sido asesinados en hechos poco claros, al ser requerido por los agentes a salir fuera del edificio, Salcedo anunció quién era y solicitó se le respetara su vida. Al salir con los brazos en alto junto con sus guardaespaldas la Policía Nacional abrió fuego, encontrando así muerto a Salcedo y sus acompañantes. Se encuentra enterrado en San Pedro de Arimena, en Puerto Gaitán (Meta) con dos de sus guardaespaldas.

## La leyenda guadalupana y homenajes
Actualmente la figura de Salcedo ha alcanzado niveles de leyenda que ha trascendido a los llanos orientales: Arauca, Casanare y Meta. En el imaginario popular se le percibe como un héroe, y se le toma como ejemplo del llanero ideal, comprometido con sus principios hasta dar la vida por ellos. Aunque se compusieron varios joropos y poemas que hacen referencia a la toma de Orocué, a otras célebres acciones militares lideradas por él y a la entrega de su grupo, después de los años setenta han caído en franco desuso.
No obstante, el brillo de la fama alcanzado por Guadalupe Salcedo, que llegó a niveles heroicos dignos de la tragedia griega, llevaron al dramaturgo Santiago García Pinzón a escribir la obra de teatro Guadalupe años Sin cuenta, donde se relata el abandono de los líderes políticos a las guerrillas liberales de los Llanos, la entrega de Salcedo y su asesinato, utilizando la leyenda como excusa para hacer un retrato sociopolítico de esa turbulenta época. Arnulfo Briceño compuso e interpretó "La Toma de Páez" en homenaje a Guadalupe Salcedo.
El Polideportivo del Municipio de Paratebueno (Cundinamarca) se llama Guadalupe Salcedo El Municipio de Puerto Gaitán (Meta) tiene un parque con su nombre. El Municipio de Maní (Casanare) Tiene un monumento en homenaje a Guadalupe Salcedo. El Frente 10 de las FARC-EP se llamó Guadalupe Salcedo y operó en el Departamento de Arauca.